# Gene Lockhart
Eugene "Gene" Lockhart (London, Ontario, Canadà, 18 de juliol de 1891 − Santa Monica, Califòrnia, Estats Units, 31 de març de 1957) va ser un actor, guionista i compositor canadenc.

## Biografia
Nascut a London (Ontario), Lockhart va estudiar a diverses escoles canadenques i en la Brompton Oratory School de Londres, Anglaterra. A més, en aquella època jugava al futbol canadenc amb els Toronto Argonauts. El seu debut com a artista professional va tenir lloc amb sis anys, actuant amb The Kilties Band of Canada, i als 15 anys interpretava esquetxos al costat de l'actriu Beatrice Lillie.
Lockhart va tenir una llarga carrera teatral. A més, va escriure teatre de manera professional i va ensenyar arts dramàtiques a l'Escola Juilliard de la ciutat de Nova York. També va escriure números teatrals, xous radiofònics, lletres de cançons i articles per a revistes teatrals i radiofòniques.
El seu debut teatral en el circuit de Broadway va tenir lloc el 1916, amb el musical The Riviera Girl. Va ser membre de l'obra itinerant The Pierrot Players, per a la qual va escriure la història i les lletres. En aquesta peça es presentava la cançó The World Is Waiting for the Sunrise, per a la qual Lockhart va escriure la lletra en col·laboració amb el compositor canadenc Ernest Seitz (aquesta cançó va assolir la popularitat en la dècada de 1950 de la mà de Les Paul i Mary Ford). Lockhart també va escriure i va dirigir la revista musical representada a Broadway Bunk of 1926, i va cantar El ratpenat a l'Opera Association.
Tanmateix, Lockhart és recordat sobretot pel seu treball cinematogràfic. La seva primera actuació en el cinema va arribar el 1922 amb Smilin Through, al paper del Rector, i la seva primera cinta sonora va ser By Your Leave (1934), en la qual encarnava el playboy Skeets. Lockhart posteriorment va arribar a intervenir en més de 300 pel·lícules. Sovint encarnava malvats, destacant el seu paper de Regis a Algiers, versió nord-americana de Pépé El Moko, que li va valer una nominació a l'Oscar al millor actor secundari. També va ser Georges de la Trémouille al famós film de 1948, Joan of Arc, protagonitzat per Ingrid Bergman. Va interpretar a una sèrie de "tipus bons" en papers secundaris, com el cas de Bob Cratchit en Conte de Nadal i el jutge de Miracle on 34 th Street. A més és afectuosament recordat com el Starkeeper en la versió per al cinema rodada el 1956 de l'obra de Richard Rodgers i Oscar Hammerstein II Carousel. Un altre paper destacat va ser el d'un matusser xèrif a His Girl Friday, amb Cary Grant i Rosalind Russell, i el d'un metge a Sea Wolf, adaptació d'una novel·la de Jack London. El seu últim paper cinematogràfic va ser el del President de l'Equity Board al film de 1957 Jeanne Eagels.
En el circuit de Broadway Lockhart va ser l'Oncle Sid en l'única comèdia d'Eugene O'Neill, Ah, Wilderness!, i va substituir a Lee J. Cobb com Willy Loman en la representació original de Mort d'un viatjant.
A Lockhart se li van concedir dues estrelles en el Passeig de la Fama de Hollywood, una en el 6307 de Hollywood Boulevard pel seu treball cinematogràfic, i una altra en el 6681 de la mateixa via per la seva activitat televisiva.

## Vida personal
Lockhart va estar casat amb Kathleen Lockhart, va ser el pare de June Lockhart i avi d'Anne Lockhart.
Gene Lockhart va morir a causa d'un infart agut de miocardi el 1957 a Santa Mónica (Califòrnia). Tenia 65 anys. Va ser enterrat al costat de la seva esposa en el Cementiri de Holy Cross, a Culver City (Califòrnia).

## Filmografia

### Actor
- 1922: Smilin' Through: Village Rector
- 1934: Rambling 'Round Radio Row: Banker
- 1934: By Your Leave: Skeets
- 1934: The Gay Bride: Jim Smiley
- 1934: I've Been Around: Sunny Ames
- 1935: Captain Hurricane: Captain Jeremiah Taylor
- 1935: Storm Over the Andes: Cracker
- 1935: Star of Midnight: Horatio Swayne
- 1935: Thunder in the Night: Gabor
- 1935: Crime and Punishment: Lushin
- 1936: The Garden Murder Case: Edgar Lowe Hammle
- 1936: Brides Are Like That: John 'Jackie Boy' Robinson
- 1936: The First Baby: Mr. Ellis
- 1936: Times Square Playboy: P.H. 'Ben' / 'Pig Head' Bancroft
- 1936: Earthworm Tractors: George Healey
- 1936: The Gorgeous Hussy: Major William O'Neal
- 1936: The Devil Is a Sissy: Mr. Jim 'Murph' Murphy
- 1936: Wedding Present: Archduke
- 1936: Come Closer, Folks: Elmer Woods
- 1936: Career Woman: Oncle Billy Burly
- 1936: Mind Your Own Business: Bottles
- 1937: Mama Steps Out: Mr. Sims
- 1937: Too Many Wives: Winfield Jackson
- 1937: Make Way for Tomorrow: Mr. Henning
- 1937: The Sheik Steps Out: Samuel P. Murdock
- 1937: Això s'ha de celebrar (Something to Sing About): Bennett O. 'B.O.' Regan
- 1938: Of Human Hearts: Quid
- 1938: Sinners in Paradise: Senador John P. Corey
- 1938: Stocks and Blondes: Un personatge de Stockbroker
- 1938: Men Are Such Fools: Bill Dalton
- 1938: Algiers: Regis
- 1938: Penrod's Double Trouble: Mr. Schofield
- 1938: Meet the Girls: Homer Watson
- 1938: Listen, Darling: Mr. Arthur Drubbs
- 1938: Blondie: Clarence Percival 'C.P.' Hazlip
- 1938: Conte de Nadal (A Christmas Carol): Bob Cratchit
- 1938: Sweethearts: Augustus
- 1939: I'm from Missouri: Porgie Rowe
- 1939: The Story of Alexander Graham Bell: Thomas Sanders
- 1939: Hotel Imperial: Elias
- 1939: Tell No Tales: Arno
- 1939: Bridal Suite: Cornelius McGill
- 1939: Our Leading Citizen: J.T. Tapley
- 1939: Blackmail, de H. C. Potter: William 'Bill' Ramey
- 1939: Geronimo: Gillespie
- 1940: Lluna nova (His Girl Friday): Xèrif Peter B. Hartwell
- 1940: Abe Lincoln a Illinois (Abe Lincoln in Illinois): Stephen Douglas
- 1940: Edison, the Man: Mr. Taggart
- 1940: Al sud de Pago Pago (South of Pago Pago): Lindsay
- 1940: We Who Are Young: Carl B. Beamis
- 1940: Dr. Kildare Goes Home: George Winslow
- 1940: A Dispatch from Reuter's: Otto Bauer
- 1940: Keeping Company: Mr. Hellman
- 1941: The Sea Wolf: Dr. Louis J. Prescott
- 1941: L'home del carrer (Meet John Doe): Mayor Lovett
- 1941: Billy the Kid: Dan Hickey
- 1941: One Foot in Heaven: Preston Thurston
- 1941: International Lady: Sidney Grenner
- 1941: All That Money Can Buy / The Devil and Daniel Webster de William Dieterle: Squire Slossum
- 1941: Van morir amb les botes posades (They Died with Their Boots On): Samuel Bacon, Esq.
- 1941: Steel Against the Sky: Frederick John Powers
- 1942: Juke Girl: Henry Madden
- 1942: The Gay Sisters: Mr. Herschell Gibbon
- 1942: You Can't Escape Forever: Carl Robelink
- 1943: Forever and a Day: Cobblewick
- 1943: Hangmen Also Die!: Emil Czaka
- 1943: Mission to Moscow: Primer Molotov
- 1943: Find the Blackmailer: John M. Rhodes
- 1943: Northern Pursuit de Raoul Walsh: Ernst
- 1943: Madame Curie
- 1943: The Desert Song: Pere FanFan
- 1944: Acció in Arabia: Josef Danesco
- 1944: Going My Way: Ted Haines Sr.
- 1944: Man from Frisco: Joel Kennedy
- 1945: That's the Spirit: Jasper Cawthorne
- 1945: The House on 92nd Street: Charles Ogden Roper
- 1945: Que el cel la jutgi (Leave Her to Heaven): Dr. Saunders
- 1946: Meet Me on Broadway: John Whittaker
- 1946: Escàndol a París (A Scandal in Paris): El cap de policia Richet
- 1946: The Strange Woman: Isaiah Poster
- 1947: The Shocking Miss Pilgrim, de George Seaton: Saxon
- 1947: Miracle on 34th Street: Jutge Henry X. Harper
- 1947: Lluna de mel (Honeymoon): Consul Prescott
- 1947: Cynthia: Dr. Fred I. Jannings
- 1947: The Foxes of Harrow: Vescompte Henri D'Arceneaux
- 1947: Her Husband's Affairs: Peter Winterbottom
- 1948: The Inside Story: Horace Taylor
- 1948: I, Jane Doe: Arnold Matson
- 1948: Apartment for Peggy: Prof. Edward Bell
- 1948: Joan of Arc: Georges de la Trémouille
- 1948: That Wonderful Urge: Jutge Parker
- 1949: Down to the Sea in Ships: Andrew L. Bush
- 1949: The Sickle or the Cross: James John
- 1949: Madame Bovary (Madame Bovary): J. Homais
- 1949: Red Light: Warni Hazard
- 1949: The Inspector General: L'alcalde
- 1950: Riding High: J.P. Chase
- 1950: The Big Hangover: Charles Parkford
- 1951: I'd Climb the Highest Mountain: Mr. Brock
- 1951: Rhubarb: Thaddeus J. Banner
- 1951: The Lady from Texas: Jutge George Jeffers
- 1951: Tales of Tomorrow (sèrie tv)
- 1952: Bonzo Goes to College: Clarence B. Gateson
- 1952: A Girl in Every Port: Garvey
- 1952: Hoodlum Empire: Sen. Tower
- 1952: Apache War Smoke: Cyril R. Snowden
- 1952: Face to Face: Capità Archbold
- 1952: Androcles and the Lion: Guardià
- 1953: Confidentially Connie: Dean Edward E. Magruder
- 1953: The Lady Wants Mink de William A. Seiter: Mr. Heggie
- 1953: Down Among the Sheltering Palms d'Edmund Goulding: Rev. Paul Edgett
- 1953: Francis Covers the Big Town d'Arthur Lubin: Tom Henderson
- 1953: The Backbone of America (TV)
- 1954: World for Ransom de Robert Aldrich: Alexis Pederas
- 1955: The Vanishing American de Joseph Kane: Blucher
- 1955: Homer Bell (sèrie TV): Jutge Homer Bell (1955)
- 1956: Carousel de Henry King: Starkeeper / Dr. Seldon
- 1956: The Man in the Gray Flannel Suit de Nunnally Johnson: Bill Hawthorne
- 1957: Jeanne Eagels de George Sidney: Equity Board President

### Guionista
- 1943: Forever and a Day

## Premis i nominacions

### Nominacions
- 1939: Oscar al millor actor secundari per Algiers